# Pablo Quijano
Pablo Quijano Herrero (Saldaña, 1996) es un actor, guionista y director palentino en escala en la cultura española. Su primer corto, Marinera de luces, fue galardonado con el Premio Castilla y León del Festival Internacional de Cine de Medina del Campo en 2021.

## Biografía
Nacido en Saldaña, un pueblo en la provincia de Palencia. Pablo Quijano se inicia en el teatro a corta edad, primero como espectador, en uno de los teatros de Palencia, del que su madre era programadora, y después en el instituto

## Carrera
Marchó a Madrid y empezó a formarse con diferentes maestros del teatro. Recibió formación como actor en el Estudio Corazza, con profesionales como Juan Carlos Corazza, Ana Gracia, Carlota Ferrer, Karina Garantivá o Ernesto Caballero, entre muchos otros.
Posteriormente, tras actuar en varias obras con grandes directores teatrales, comenzó su interés por el guion, la dirección y la realización teatral. Pablo afirma que un antes y un después fue la lectura de Nuria Espert, actriz y directora escénica. Se forma en ello con Lucía Carballal y empieza una andadura como ayudante de dirección de varios profesionales que le habían dirigido.
En sus años de carrera en el Estudio Corazza surge en él la idea de crear una obra de teatro de la que formar parte como actor. Decide para ello, rodar un teaser de esta obra que finalmente, deriva en el rodaje de LOS HIJOS DE, calificada como película underground, filmada completamente con su móvil, y con la participación de Maru Valdivieso, Jorge Suquet y Tábata Cerezo. Esta pieza aparece después en su debut como director de teatro: la obra La gaviota o los hijos de, que combina cine y teatro, una de las inquietudes de Pablo. 
En 2020, estrena el cortometraje Marinera de Luces en Cáceres. Fue rodado en Saldaña, lo que tuvo especial relevancia en su montaje y su trasfondo.
Su siguiente corto, Rubio cobrizo, protagonizado por María Barranco y Elisa Matilla, se estrena en 2022. En él, Pablo Quijano enfrenta a dos vecinas y le da especial relevancia a la salud mental.

### Trayectoria como actor
Sus primeras obras como actor datan de 2012 y 2013, cuando formaba parte del grupo de teatro Bojiganga, y fueron La noche dividida y La señorita Julia, respectivamente. A continuación, sus obras como actor de teatro fueron a cargo de los diferentes profesionales con los que empezó a trabajar a raíz de su formación actoral en Madrid.
En cine, ha formado parte de algún cortometraje, mediometraje y videoclip. En 2022, además, interpreta a un pequeño personaje en la serie sobre la vida de Miguel Bosé. 

#### Teatro[7]
- La noche dividida. Grupo Bojiganga (2012)
- La señorita Julia. Grupo Bojiganga (2013)
- Todo queda en familia. Fernando Salvá (2015)
- El por venir de un beso. Oscar Velado (2016)
- Efectos. Albert López Murtra (2017)
- Hacia la belleza. Carlota Ferrer (2017)
- Amores Chejov. Ana Gracia y Juan Carlos Corazza (2018)
- Bajo la Sombra de Peter. Andreu Castro (2018)
- Acastos. ¿Para qué sirve el teatro? Ernesto Caballero (2018)
- La Raíz del Grito. Juan Carlos Corazza (2019)
- About last night. Olivia Delcán (2019)
- Teatro Urgente: I Edición. Ernesto Caballero (2020)
- VOLTAIRE. Ernesto Caballero (2021)

#### Cine
- Adolescentes. Cortometraje (2016)
- What lies Ahead. ECAM (2017)
- Caín. Mediometraje, Santiago Samaniego (2017)
- Los turistas. Videoclip, Janire Bermejo (2020)

### Trayectoria como director

#### Teatro
- Matrioskas. Ayudante de dirección. Dir. Karina Garantivá. (2018)
- La mujer que cocinó a su marido. Ayudante de dirección. Dir. Karina Garantivá (2020)
- Teatro Urgente: I Edición. Ayudante de dirección. Dir. Ernesto Caballero (2020)
- La gaviota o los hijos de. Director. (2021 y 2022).
- Yerma. Ayudante de dirección. Dir. Ernesto Caballero (2022)
- "La Señora" Director (2024)

#### Cine
- Los hijos de. (2021)
- Marinera de luces. Cortometraje (2020)

##### La gaviota o los hijos de[8]
Estrenada en julio de 2021 en el Teatro Quique San Francisco de Madrid, fue su debut como director dramatúrgico. La obra formó parte del Festival Sala Joven donde obtuvo una crítica gratificante. Durante el invierno y la primavera de 2022 retornó a los teatros, concretamente a la sala Exlímite.
Se trata de una modernización de la clásica y aclamada obra de Anton Chéjov, La Gaviota. Está protagonizada por Xoan Fórneas, Lola Rodríguez, Tábata Cerezo y Alejandro Jato, aunque también han pasado por sus líneas Georgina Amorós y Olivia Baglivi. Además, cuenta con Fede Coll, que actúa como una cámara dentro de la propia obra.

###### Argumento de la obra[9]
Pablo, hijo de una aclamada actriz y aspirante a director de cine, se suicida, sembrando la tristeza en su pareja, Tábata. Esta, frustrada por sus fracasos como actriz y deprimida por la muerte de Pablo, aprovecha como puede la atención recibida por parte de los medios a raíz del trágico suceso.
Gracias al dinero obtenido en cierto reality show de famosos se inicia en el proyecto de rodaje de la historia de su vida y la de Pablo. Con ello pretende alcanzar al fin la fama y comprender mejor las razones que llevaron al joven a quitarse la vida. Así, congrega a tres jóvenes actores en una sala de teatro y comienza con ellos su propósito. Estos son Álex, situado como una efervescente promesa de la interpretación; Lola, hija de una conocida actriz a la que solo valoran por ello, y Xoán, pareja de Lola que más bien vive a su sombra.  Entre los cuatro actores se darán idas y venidas, con la firmeza constante de Tábata, lo que mantendrá la tensión durante toda la obra.
Exploran los entresijos de un mundo complicado, mediatizado y sujeto a numerosos factores, de los que irán aprendiendo e irán aprovechando, tanto en su beneficio como para su perjuicio en algunas ocasiones. Con este punto de partida, se desarrolla una historia compleja, viva y autorreflexiva, anclada en la dramaturgia de Chéjov y metida de lleno en la actualidad de la profesión actoral.  

##### Marinera de luces
En 2020, rodó el cortometraje Marinera de luces, que cuenta la historia de una joven transexual que vive su condición diferente en un pequeño pueblo de Palencia. Este está protagonizado por Laura Corbacho, Mariola Fuertes, Jorge Suquet, Belén Écija y otros. Con esta idea, Pablo deseaba mostrar la dificultad que existe en las personas distintas de encontrar o vivir un primer amor al uso.
Fue proyectado en el Festival Internacional de Cine de Medina del Campo, en el que obtuvo el premio Castilla y León, en 2021. 

## Reconocimientos
- Premio a Mejor Cortometraje de Castilla y León en el Festival Internacional de cine de Medina del Campo (2021)
- Sección Oficial Festival de Cine independiente de Elche
- Sección Oficial Festival de Cine de Madrid